# 이탈리아의 중세사

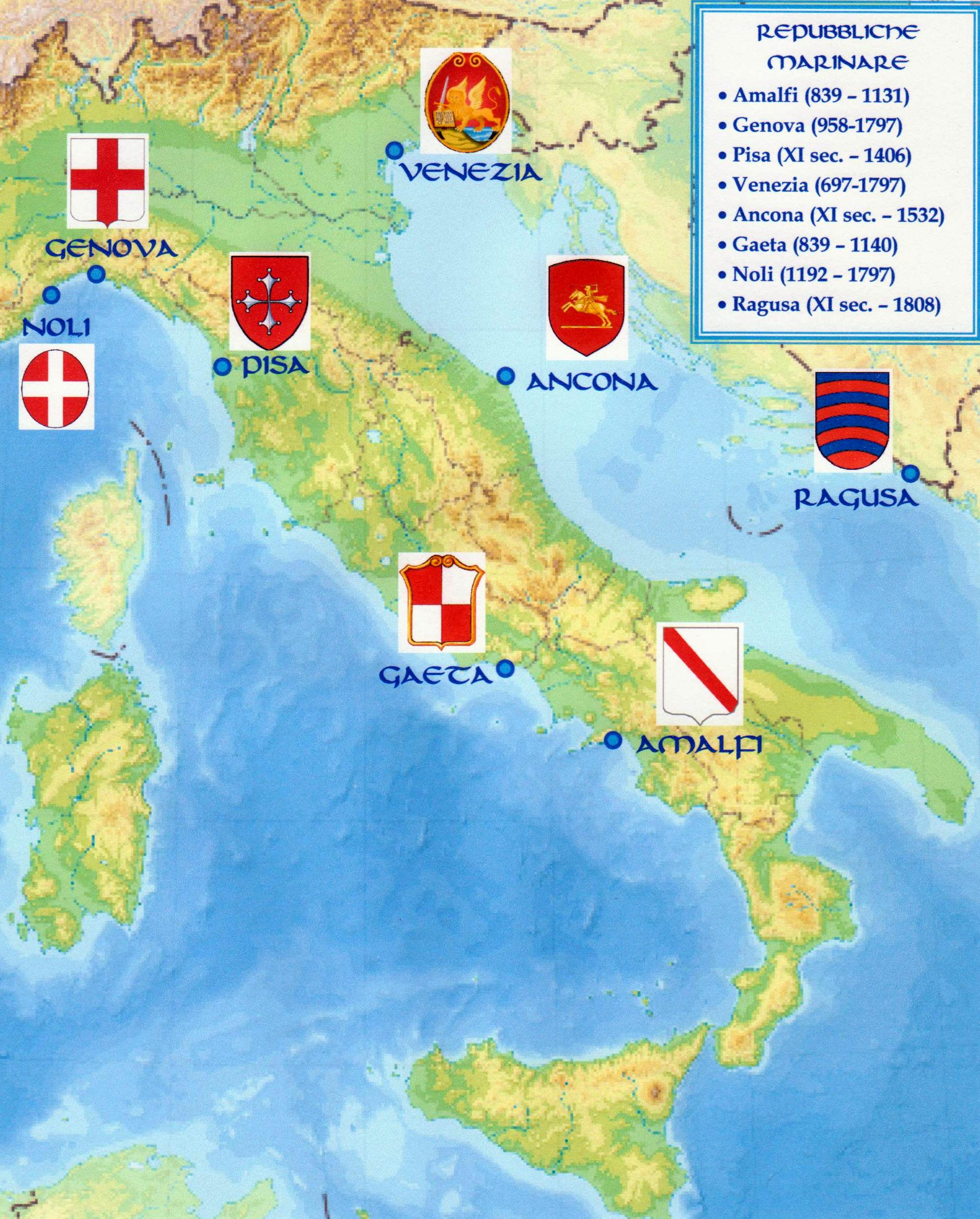
중세 이탈리아의 해양 공화국들: 베네치아, 제노바, 아말피, 피사, 놀리, 안코나, 라구사, 가에타

이탈리아의 중세사는 서로마 제국의 붕괴와 이탈리아 르네상스 사이 시점으로 대략적으로 정의내릴 수 있다. 이탈리아의 고대 후기 시대는 동고트 왕국과 유스티니아누스 왕조 치하의 비잔티움 제국 때인 7세기부터 비잔티움 시대 교황령 때인 8세기까지 이어졌다. 이탈리아의 엄밀한 "중세 시대"는 비잔티움 제국이 이슬람의 정복 활동 압력에 따른 약화 진행과, 라벤나 총독부의 대부분이 751년에 마침내 랑고바르드의 지배 하에 떨어지며 시작된다. 이 시점의 라벤나 관구의 영토였고 동시에 랑고바르드족에 정복되지 않았던 나폴리 공국 등 지역들은 동로마 제국으로부터 점점 간섭이 줄어들며 사실상의 독립 국가들이 되었다.
랑고바르드의 지배는 733년에 샤를마뉴의 침공으로 막을 내렸으며, 그는 이탈리아 북부와 중부 넓은 지역에 이탈리아 왕국과 교황령을 세웠다. 이 행위는 이어지는 몇 세기에 걸쳐 교황과 신성 로마 황제 간 이탈리아의 주요 정치적 분쟁의 전조를 마련하였고, 교황 그레고리오 7세와 하인리히 4세 간의 다툼 그리고 1077년에 일어난 하인리히의 카노사 굴욕으로 이 분쟁은 정점에 이르렀다.
11세기, 이탈리아 북부와 중부 지역에서, 중세 코무네들이 도시 국가들로 전환을 벌이며 독특한 정치적 발전이 시작됐고, 이 도시 국가들 중에 많은 수가 고대 로마 공화정을 모델로 하였다. 그 중에서도 베네치아, 밀라노, 제노바, 피렌체, 시에나, 피사, 볼로냐 등의 도시들은 주요 금융 및 무역 중심지가 되며 강력한 정치 세력으로 거듭났다. 이 국가들은 이탈리아 르네상스 그리고 궁극적으로는 근세의 상대적 불분명 시기에서 서구 문명의 부활을 이뤄낸 '유럽의 기적'의 토대를 마련했다.
밀라노 공국과 베네치아 공화국 사이의 30년간 롬바르디아 전쟁이 벌어진 뒤, 마침내 다섯 개 신흥 강국들 간 세력균형이 이뤄졌는데, 로디 조약에서 이 신흥 국가들은 프란체스코 1세 스포르차의 주도 하에 이른바 이탈리아 동맹이라는 것을 결성하여, 수세기 만에 처음으로 이 지역에 상대적 안정을 가져왔다. 이 다섯 개 국가들은 베네치아 공화국, 피렌체 공화국, 밀라노 공국, 그리고 이탈리아 북부와 중부 지역을 지배하던 교황령, 남쪽의 나폴리 왕국이었다.
이 국가들 간의 위태로운 균형은 밀라노 공작 루도비코 스포르차가 베네치아에 대항하여 이탈리아 전쟁 (1494년-1498년)의 발발을 촉발시킨 프랑스의 샤를 8세의 도움을 구하며 1494년에 막을 내렸다. 결과적으로, 이탈리아는 향후 60년간 이어진 유럽 초 강대국들의 전장이 되었고, 이는 이탈리아 전쟁 (1551년-1559년)으로 정점에 이르러, 합스부르크 스페인이 이탈리아 남부와 밀라노의 지배 세력으로 남게 되는 결과를 낳았다. 합스부르크 가문은 1776년 나폴레옹의 이탈리아 공격이 있을 때까지 근세 시대 동안 이탈리아 영토를 지배하였다.
"중세"라는 용어 자체는 14세기와 15세기 이탈리아 인본주의자들의 관점에서 본, 9세기부터 11세기까지 이탈리아 역사에서 '불분명'의 시기인 로마 교황청의 암흑 시대에 대한 묘사에서 본질적으로 비롯한 것이다,

## 고대 후기에서 전환 (6세기-8세기)

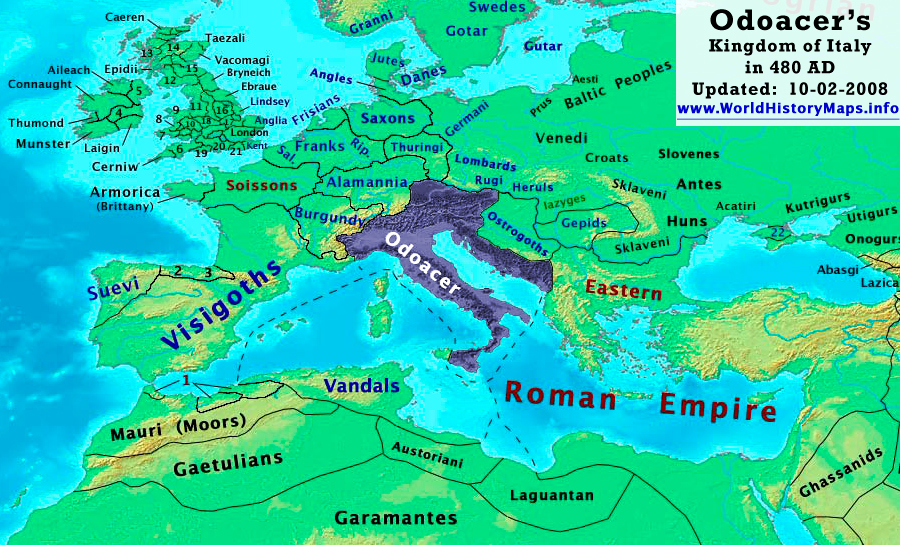
서기 480년 이탈리아의 오도아케르 왕국 지도

이탈리아는 5세기에 서고트족의 침입을 받았고, 로마는 410년에 알라리크에게 약탈을 당하였다. 전통적인 마지막 서로마 황제인 로물루스 아우구스투스는 476년 동게르만족 출신 장군 오도아케르에 의해 폐위당하고 만다. 오도아케르는 이후 '렉스 겐티움' 자격으로 17년간 이탈리아를 통치했으며, 이론 상으로는 동로마 황제 제논의 종주권 하에 있으나, 실질적으로는 완전한 독립 상태에 있었다. 이탈리아의 행정 체계는 서로마 시절의 체계를 근본적으로 유지하였으며, 기독교인들에게 종교의 자유도 주었다. 오도아케르는 시칠리아를 차지하고 있던 반달족과, 지속적으로 이탈리아반도를 침입한 다른 게르만 부족들과 전쟁을 벌였다.
그런데 489년에 제논 황제이 다뉴브에 살던 포이데라툼 민족인 동고트족을 이탈리아로 내보내 몰아내기로 결정한다. 493년 2월 25일, 테오도릭 대왕은 오도아케르를 제압하고 동고트족의 왕이 되었다. 콘스탄티노플에서 오래 살았었던 테오도릭은 현재는 보통 로마화된 게르만인으로 여겨지며, 실제로도 그는 대부분 로마인 인사들을 통해 이탈리아를 다스렸다. 아리우스파 신앙을 갖고 있던 소수의 고트족들은 지주 그리고 군사 계층으로서 귀족 사회를 이루었으나, 이탈리아에 미치는 그 영향력은 미미하였는데 라틴족은 여전히 로마법을 따르고 있었고, 오도아케르한테서 부여받은 종교 신념의 자유를 유지하고 있었기 때문이었다. 테오도릭의 재위기는 이탈리아에 있어 회복의 시기로 보통 여겨진다. 사회 기반 시설들이 복구되었고, 국경은 확장되었으며, 경제도 꽤나 좋아졌다. 라틴 문화는 테오도릭의 각료 중 한 명인 보이티우스 같은 인물들과 함께 마지막으로 번영하였으며, 이탈리아 왕국은 다시 한번 지중해의 가장 강력한 정체로서 모습을 되찾았으나, 테오도릭의 후임자들은 그에 못 미쳤다.

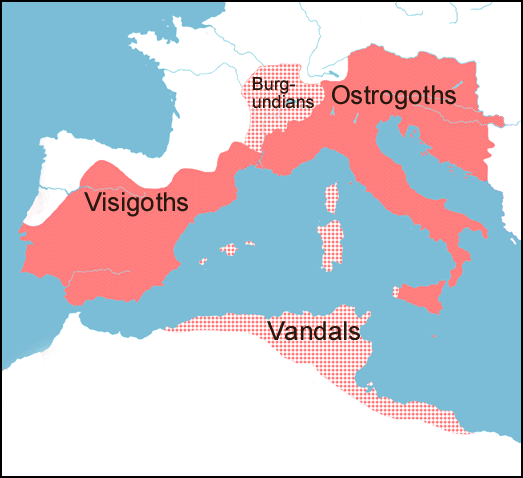
523년 테오도릭 대왕 시기 최대 판도 영역.

현재 콘스탄티노플을 중심으로 한, 로마 제국의 동방 영역이 6세기 초 이탈리아를 공격하였고, 유스티니아누스 황제의 장군들인 벨리사리우스와 나르세스 등은 552년에 종결된 수년간의 전쟁 끝에 동고트 왕국을 정복하였다. 고트 전쟁으로 알려진 이 분쟁은 야만인들의 침입 속에서도 살아남았던 이탈리아 도시 생활의 대부분을 파괴하였다. 도시 생활은 사라지지는 않았으나, 규모가 축소되었고 고전 로마 시대보다 상당히 원시적이게 되었다. 자급 농업에 이탈리아 인구의 다수가 종사하게 되었다. 전쟁, 기근, 전염병 등이 이탈리아 인구에 극적인 영향을 주었다. 로마 시대의 농지가 사라진 것은 아니었고 도시에 판매되는 잉여농산물을 생산을 계속 이어나갔으나 노예제는 농노제라고 하는 새로운 노동 체계로 대체되었다.
비잔티움 병력의 철수는 또 다른 게르만족인 랑고바르드족의 이탈리아 침입을 불러왔다. 치비달레 델 프리울리가 함락을 당한 첫 주요 도시였고, 비잔티움의 저항은 해안 지역에 집중되었다. 랑고바르드족은 곧 곧 이탈리아반도 대부분을 차지하였으며, 파비아를 수도로 하여 여러 개 공작령들로 이뤄진 왕국을 건설하였다. 비잔티움의 통제권에 남아있던 이탈리아 중부와 북부 지역 (대개 오늘날 라치오와 로마냐 지방이었고, 이 둘을 연결하는 움브리아 지방의 짧은 회랑과 리구리아 지역도 있었다)은 라벤나 총독부가 되었다. 이탈리아 남부에서는 풀리아를 제외한 현재의 칼라브리아, 시칠리아 등 역시도 반 독립 상태에 있던 랑고바르드계 공국들인 스폴레토와 베네벤토 등이 차지하고 있었다. 비잔티움 제국의 영향 하에 많은 항구 도시들이 남아 있었는데, 이들은 결국에 사실상의 독립 도시 국가들이 되었다 (제노바, 피사, 베네치아, 아말피).

### 로마 대교구의 부상

아이스툴프 (재위 749년-756년) 시기 랑고바르드 왕국 ('푸른색')의 최대 영역

교회 (그리고 특히나 이때는 교황이라 칭해진 로마 주교에 의해)는 콘스탄티누스 대제 시절 이래로 중요한 정치적 역할을 하였다.
서로마 제국 멸망 이후 정치적으로 불안정한 상황 속에서, 교회가 보통 서유럽에서 유일한 안정적인 기구이자 유일한 학문의 근원지였다. 심지어 야만족들조차도 자신들의 정복지를 관리하기 위해 성직자들에게 의존해야만 했다. 게다가, 베네딕토회 같은 가톨릭 수도회들은 이 당시 경제 생활과 고전 고대의 문화 보존(물론 동방의 그리스어 문헌들이 훨씬 잘 보존되었다)에 있어 중대한 역할을 맡고 있었다.
랑고바르드족의 침입 이후, 교황들은 명목상 동방 황제의 종복이었으나, 일반적으로 콘스탄티노플에서 도움을 거의 받지 못했고, 필수 공익 사업을 제공 (예시로 궁핍한 이들에게 식량 공급) 및 랑고브라드족의 공격에서 로마를 보호하는 등 국가 권력의 공백을 채워야 했다. 이런 상황에서 교황들은 독립 국가로서 토대를 이루기 시작하였다.

## 초기 중세 시대 (8세기에서 9세기)

### 라벤나 총독부 붕괴
8세기 말 교황들은 분명히 독립을 열망하였으며, 프랑크족의 카롤링거 왕조와의 동맹을 통해 이를 실현할 방안을 마련하였다: 카롤링거의 통치자들은 힘없는 메로빙거 왕조의 왕들에 대한 쿠데타 행위를 정당화해줄 누군가가 필요로 했었고, 동시에 교황들은 랑고바르드족에 맞서는 군사적 도움이 필요했다.
751년, 랑고바르드족은 라벤나를 차지하였고 라벤나 총독부는 폐지되었다. 이에 따라 이탈리아 중부에서 비잔티움의 존재가 사라지게 되었다 (물론 일부 해안 도시들과 이탈리아 남부의 몇몇 지역들은 11세기까지 비잔티움의 통제권에 남아 있었다). 새로운 랑고바르드족의 공세에 직면하게 된, 교황청은 프랑크족에 도움을 요청하였다. 756년 프랑크족의 군대가 랑고바르드족 병력을 격퇴시키고 이탈리아 중부에 대한 법적 권한을 교황청에 수여하며, 교황령이 형성되었다. 하지만, 이탈리아의 나머지 지역은 랑고바르드족(베네벤토와 스폴레토)이나 비잔티움 (칼라브리아, 풀리아, 시칠리아)의 지배권 하에 있었다.

### 프랑크 (카롤링거) 제국

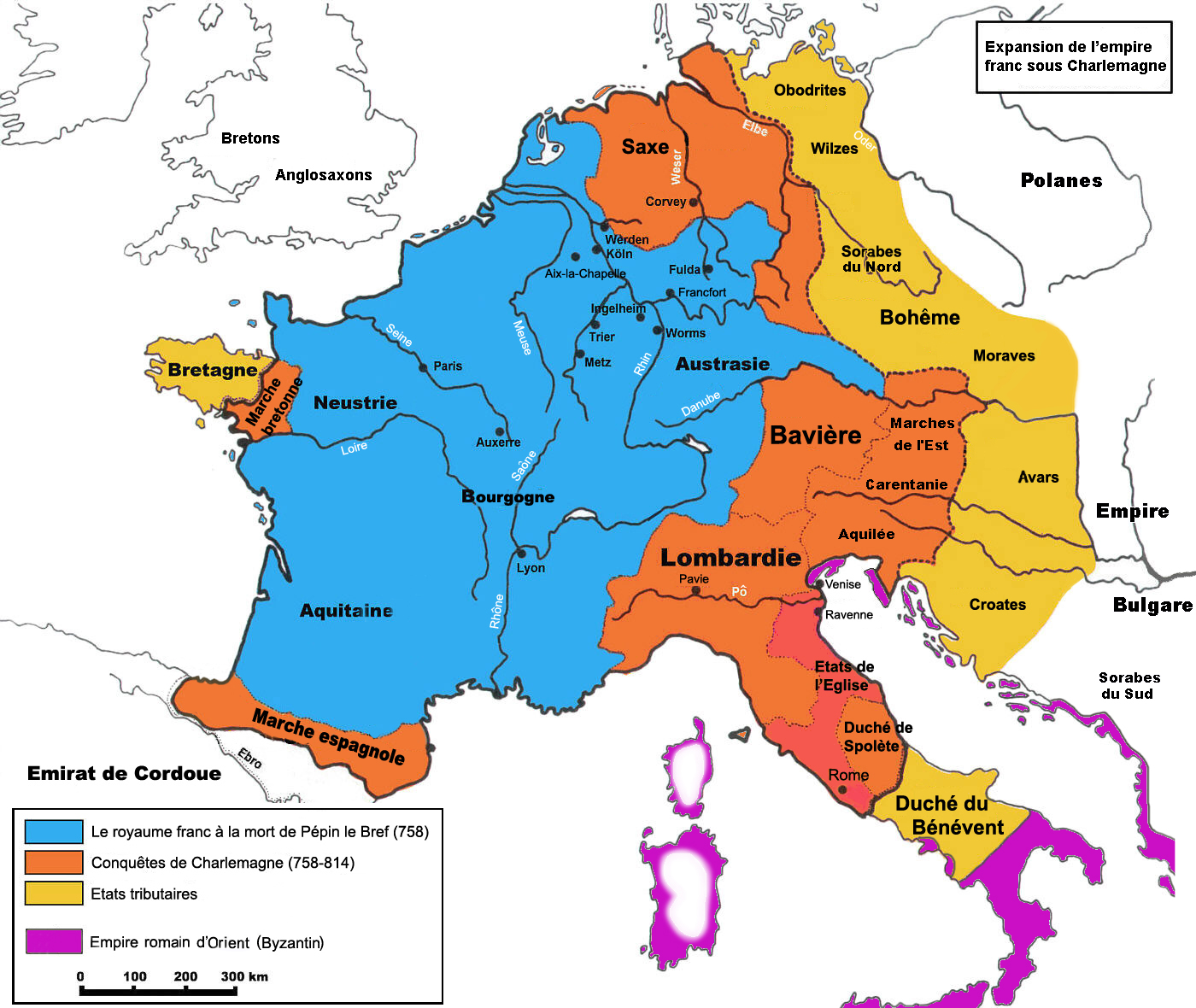
프랑크 제국의 팽창:
푸른색 = 758년 피핀 3세의 왕국,
오렌지색 = 814년까지 샤를마뉴 시기 팽창,
노란색 = 변경과 속국

774년, 교황의 초청으로, 프랑크족은 이탈리아 왕국을 침공했고 마침내 랑고바르드 왕국을 병합시켰다. 이에 대한 보상으로 프랑크족의 왕 샤를마뉴는 교황의 지원을 얻었다. 이후, 800년 12월 25일에 샤를마뉴는 교황을 통해 신성 로마 제국의 황제로 즉위를 하며, 로마라는 이름을 두고 논란과 분쟁을 불러일으켰다. 두 제국 간의 전쟁이 얼마 안 가 이어졌고, 812년에 비잔티움 측은 이탈리아 내 남아있는 비잔티움의 영토에 대한 보장을 받는 대가로 두 개의 로마 제국에 대한 존재를 인정하기로 받아들였다.
이 시대 내내, 일부 해안 지방, 그리고 이탈리아 남부 전역은 비잔티움이나 랑고바르드의 지배 하에 있었다. 프랑크 제국의 세력은 이탈리아반도 남부로 팽창된 적이 없었다. 이탈리아 남부는 형식상으로만 샤를마뉴의 종주권을 받아들인 (812년) 스폴레토와 베네벤토 등 랑고바르드계 공국 두 개와 비잔티움 제국으로 나뉘어 있었다. 티레니아해의 가에타, 아말피, 나폴리 그리고 아드리아해의 베네치아 등 해안 도시들은 비잔티움으로부터 점차 독립적이게 된 월경지였다. 한편 베네벤토의 정복은 교황령 영토들에 대한 총체적인 포위를 의미했을 것이고, 아마 샤를마뉴는 이러한 움직임을 피하는 것이 교황과 그의 관계에 좋을 것이라 생각했을 것이다. 샤를마뉴의 시대는 비록 이탈리아에 관계없는 이익 관계에 따라 좌우됐기는 하나 이탈리아에 있어 안정적인 시기 중 하나였다. 동방 세계와의 분리는 점차 커져갔다. 레오 3세는 비잔티움 황제들의 재위 연도 대신에 샤를마뉴의 재위 연도를 칙서에 기재한 첫 교황이었다 (795년). 이 동로마 제국과의 분리와, 3세기 전부터 시작됐던 서방의 프랑스 독일 등과 연결 과정은 9세기 초에 완료되었다. 시칠리아, 칼라브리아, 풀리아, 베네치아 등은 이 교황의 지배권에 있어 주요 예외 대상들이었다.
샤를마뉴가 죽은 뒤 (814년) 새로운 제국은 곧 그의 연약한 후계자들에 의해 해체되었다. 샤를마뉴의 카리스마를 통해 만들어진 안정 상태는 무너지고 말았다. 이 위기 상황은 사라센들의 공격과 해양 공화국들의 부상 등을 포함해 외부 세력들의 출현 때문이기도 했다. 샤를마뉴는 806년에 자신의 제국의 분할을 선포하였으며 바이에른과 알라만니아를 포함한 롬바르디아와 프랑크 통치권은 이탈리아의 피핀에게 수여되었다.
샤를마뉴의 아들 경건왕 루트비히가 840년에 죽은 후, 843년의 베르됭 조약이 제국을 분할시켰다. 루트비히의 장자 로타르 1세는 황제이자 중부 프랑크족의 지배자가 되었다. 그의 세 아들은 이어서 이 왕국을 자신들끼리 나눠 가졌고, 이탈리아 북부는 839년에 신성 로마 황제 루트비히 2세 휘하의 이탈리아 왕국이 되었다.
9세기 전반기에 이탈리아에서 또 다른 문제가 발생하였다. 827년에, 아글라브 왕조로 알려진 무슬림계 아랍인들이 시칠리아를 공격하여 정복하였고, 이들의 후손인 칼비드 왕조는 1053년까지 시칠리아를 지배했다. 846년에, 아랍인들은 로마를 공격하여, 성 베드로 대성당을 약탈하고, 그곳에 있던 금과 은을 가져갔다. 이에 대항하여, 교황 레오 4세는 847년 바티칸시에 레오 성벽을 건설하기 시작했고 853년에 완공되었다. 9세기 말에, 비잔티움과 프랑크 측은 이탈리아 남부의 아랍에 맞서 공동 공세에 착수하였다.

## 이탈리아 남부
774년 샤를마뉴의 정복으로, 이탈리아 북부는 정치적으로 남부와 완전하게 분리되었다. 비잔티움 측이 풀리아의 대부분과 칼라브리아를 계속해서 보유하고 있었고 남쪽의 랑고바르드계 공국들이 1세기간 파비아의 정치에 무관심하기는 했으나, 북부에서 중앙 집권적이던 랑고바르드 정권의 몰락이 이 상황을 더욱 악화시켰다.

#### 반 독립 국가들의 성립 (774년–849년)
베네벤토의 아레치스 2세와 그의 후임자들 시기에, 카롤링거 황제들에게 충성의 맹세는 하나 이들의 지배는 무시하는 것이 베네벤토의 정책이었다. 이에 따라서, 사실상의 독립을 비잔티움의 영향권과 마찬가지로 프랑크한테서 얻어냈다. 베네벤토 공국은 830년대 시카르도 재위 기간 영토가 최대에 이르렀다. 이 시기에, 메초조르노는 사라센들의 약탈로 피해를 입고 있었는데, 이들에 맞서 시카르도는 지속적으로 전쟁을 벌였다. 그는 또한 이웃한 비잔티움계 국가들, 특히나 소렌토, 나폴리, 아말피 등에 전쟁을 걸었다. 나폴리 공작 안드레아 2세가 사라센 용병들을 처음으로 불러들인 것이 베네벤토와 나폴리 간의 전쟁 때였다.
839년, 시카르도가 암살당하고 내전이 발발하며 이탈리아 남부의 정치 권력의 특성을 보여주었다. 공작을 선출시키는 권력을 지녔던 지주층 귀족 사회의 손에 크게 좌지우지 하였다. 839년에, 일부는 라델치스 1세를 택했고, 또 다른 일부는 살레르노를 거점으로 한 살레르노의 시코눌프를 택하였다. 이 내전은 10년간 지속되었고, 이 기간 베네벤토의 가스탈트들은 자신들의 독립권을 자리잡게 할 기회를 잡았는데 이 중에는 시코눌프와 손을 잡은 카푸아가 있었다. 849년에, 신성 로마 황제 루트비히 2세는 이탈리아의 왕으로서 첫 행보 중 하나로 이탈리아반도를 공격하여 랑고바르드 세력 간 평화를 강요한 것이었다. 그는 베네벤토를 살레르노와 분리시켜냈다. 그때부터, 남부의 랑고바르드 역사는 쇠퇴와 내전의 세력들의 역사가 되었다.

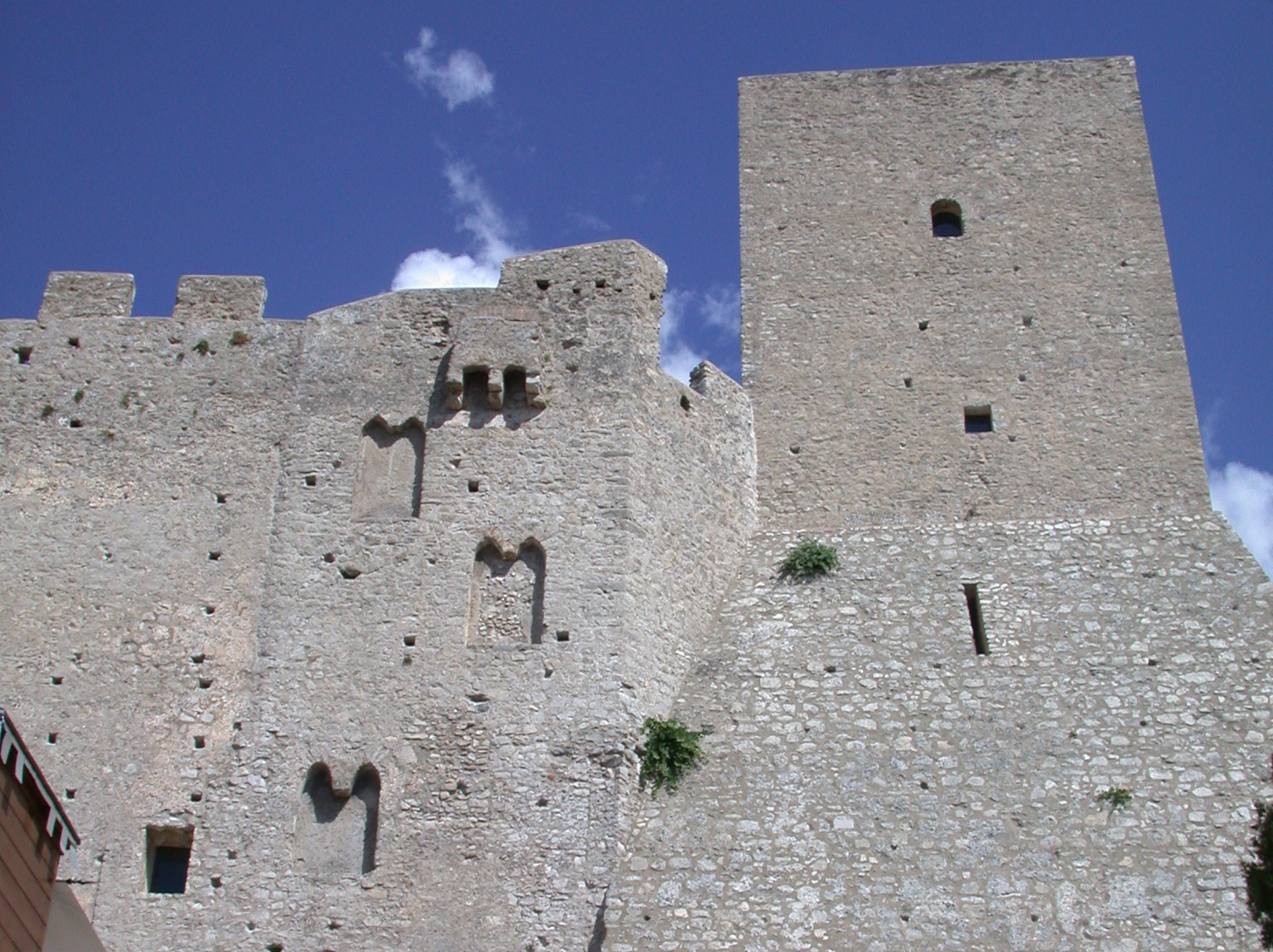
도시빌리스 1세의 집권기 때로 추정되는 이트리성.

티레니아해의 그리스 도시들에서는, 자신들과 이탈리아 남부의 장화 끝에 자리잡은 이웃한 그리스인들 간의 내륙을 약탈하는 폭력 사태가 사실상의 독립 상황을 조성하였다. 특히나 나폴리는 비잔티움과 다른 역사를 지녔고 과거에는 주로 교황령등 다른 세력권에 의지할 곳을 구하려 했었다. 801년에, 시칠리아의 비잔티움계 귀족들은 안티모스를 공작으로 세우는 데 성공해냈다. 하지만, 안티모스는 가에타와 아말피 등의 도시들을 그의 통치 하에 통제해낼 수 없었다. 안티모스의 뒤를 이어, 귀족들은 제국의 승인 없이 자신들의 후보를 세우려 했었다. 나폴리인들을 반란을 일으켰고 821년에 스테파노 3세를 통치자로 세우는데 합의하였다. 스테파노의 통치 기간, 나폴리는 콘스탄티노플과 모든 법적 관계를 끊어냈고 심지어는 자체적인 화폐를 생산해내기에 이르렀다. 840년에, 로타르 1세 그리고 프랑크 출신의 공작 콘타르도 공작 등에게 종속 상태에 있다가, 나폴리 시민들은 세르기우스 1세를 '마기스테르 밀리툼'으로 선출시켰다. 세르기우스는 300년간이나 나폴리를 다스리게 되는 왕조를 건국하였다.
가에타에서는, 나폴리의 경우처럼, 내부의 폭력적 사태가 비잔티움의 권위를 유지할 만한 새로운 권력 구조를 요구하였다. 가에타인들은 베네벤토 내전 시기쯤에 비잔티움 황실로부터 '히파토스라고 관료들을 처음으로 부여받았다. 초대 히파토스들이 비잔티움에 대한 충성심을 유지했었던 반면, 866년에, 도키빌리스 1세 치세 새로운 왕조의 갑작스러운 출현은 비잔티움에 대한 충성에서 독립으로 가에타의 변화를 나타낸다. 최초로 선출된 아말피 통치자는 시카르도가 사망한 시기와 가에타의 히파토스가 등장한 시기와 같은 839년에 등장한 프라이펙투스였다. 그럼에도 나폴리, 가에타, 아말피, 티레니아 도시들, 베네치아 등은 11세기까지는 비잔티움에 어느 정도의 충성을 유지하다가 그 뒤로는 사실상의 독립 상태가 되었다.

#### 혼란의 시기 (849년–915년)
베네벤토 내전이 벌어진 뒤에 시기는 여러 도시들과 지역들에서 독립 운동과 사라센들의 공격이 불러온 혼란의 시기였다. 살레르노에서, 친위 쿠데타가 일어나 시코눌프의 후임자인 시코 2세를 853년에 실각시켰고 861년에 권력을 잡은 새로운 왕조 다우페리디가 들어설 때까지 혼란을 일으켰다.

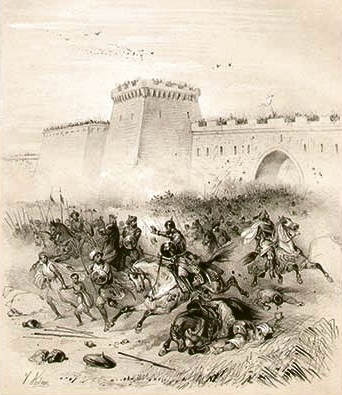
871년 바리 점령 당시 루도비코 2세 (Houze의 Atlas Universel Historique et Geographique, 1850년작)

852년에, 사라센들은 바리를 차지하고 토후국을 세웠다. 아드리아해의 상업과 마찬가지로 그리스의 세력이 대단히 위협받게 되면서, 비잔티움의 황제는 이탈리아의 루도비코 2세에게 동맹을 제안하였다. 유사하게, 중도 독립 성향을 가졌던 새로운 베네벤토의 대공 아델키스 또한 그의 도움을 구하였다. 루도비코는 대규모 공방전 끝에 871년에 바리를 탈환시켜냈다. 그 뒤에 루도비코는 베네벤토의 요새에 자신의 병력들을 배치시키며 이탈리아 남부에 커다란 지배력을 구축하려했다. 이 행위에 대하 아델키스의 대응은 베네벤토에 있는 대공의 궁전에 머무는 동안에 그를 붙잡아 굴복시키는 것이었다. 한 달 뒤, 사라센들이 새로운 침략군을 이끌고 상륙하였고 아델키스는 루도비코를 이에 맞서 군대를 이끌도록 풀어주었다. 아델키스는 루도비코가 다시는 베네벤토에 군대를 이끌고 오지 않거나 구금한 것에 대해 보복을 하지 않겠다고 하는 맹세를 받아냈다. 루도비코는 872년에 로마를 방문하여 5월 28일에 교황 하드리아노 2세를 통해 이 맹세에서 해방되었다. 아델키스에게 보복하려는 그의 시도들은 아주 성공적이지 못하였다. 아델키스는 카롤링거와 비잔티움 황제 등 명목상의 충성의 대상을 자주 바꿨으나 실제로는 '에딕툼 로타리'를 개정하면서 그 스스로를 합법적인 랑고바르드의 '왕'으로 인식하였다.
아델키스의 후임자들은 나약했고 베네벤토 대공국은 살레르노가 독자적인 세력을 구축하기 시작하면서 쇠퇴하였다. 살레르노의 구아페르가 사라센들과 친선 관계에 있었는데, 이는 교황들을 골치 상태에 이르게 했고 주변 이웃 세력들과 불화에 놓이게 했다. 이탈리아 남부의 영주들은 계속해서 충성의 대상들을 바꿔갔다. 구아페르의 후임자인, 과이마르 1세는 사라센들에게 전쟁을 선포하였다. 구아페르는 본래 과이마르를 공동 통치자로 삼았는데, 이 행위는 이탈리아 남부의 관습이 되었고 특히나 카푸아에서 빈번하게 되었다.

## 10세기 이탈리아 국가들

### 신성 로마 제국

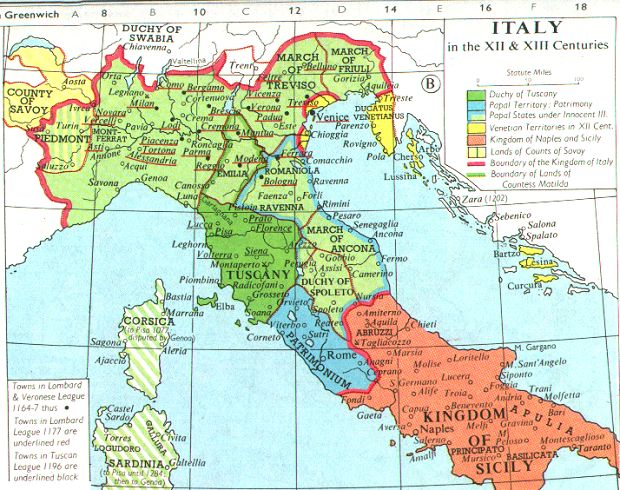
12-13세기의 이탈리아 왕국 (신성 로마 제국) (붉은색 선)

951년에 독일왕 오토 1세는 이탈리아의 로타르 2세의 미망인인 부르군트의 아델라이데와 혼인하였다. 오토는 경쟁자인 이브레아 변경백 베렌가르가 있음에도 파비아에서 랑고바르드의 철관을 머리에 썼다. 이탈리아와 독일의 왕위가 하나로 합쳐진 것이었다. 960년에 베렌가리오가 교황령을 공격했을 당시, 교황 요한 12세의 요청을 받은 오토는 이탈리아 왕국을 정복하고 962년 2월 2일 로마에서 신성 로마 황제로 즉위하며 샤를마뉴의 제국을 재건해냈다. 이때부터, 이탈리아의 왕들은 항상 독일의 왕이었으며, 따라서 이탈리아는 독일 왕국 (regnum Teutonicorum) 그리고 부르군트 (1032년부터)와 함께 신성 로마 제국의 구성국이 되었다. 독일의 왕 (Rex Romanorum)은 교황으로부터 신성 로마 황제로 즉위하기 위해 로마를 방문하는 것의 전조로서 파비아에서 밀라노 대주교에게 철관을 수여받았을 것이다.
신성 로마 황제, 혹은 그의 이탈리아 왕국 종속 지배자는 명목상으로 이탈리아 북부의 코무네들을 다스렸다. 일반적으로, 이탈리아의 왕은 중앙 정부의 권한을 거의 두지 않은 채 이탈리아 왕국을 뒤로 하고 독일에서 대부분의 시간을 보내며 부재 상태로 있었다. 또한 강력한 대규모 영지를 지닌 인사들이 부족했었으며, 유일한 존재가 토스카나, 롬바르디아, 에밀리아 등에 넓은 영토를 지녔던 토스카나 변경백국이었으나, 1115년에 카노사의 마틸데가 죽은 뒤로 후계자가 없는 문제로 무너지고 말았다. 이는 권력 공백 사태를 낳았으며, 이를 점차 교황령과 주교 등을 비롯해 주변 지역들을 서서히 지배하게 된 부유한 이탈리아 도시들이 점차 매워나갔다. 교황령은 쇠퇴의 시기를 겪다가, 999년에 오토 3세가 실베스테르 2세를 교황으로 세우며 극복하게 되었다.

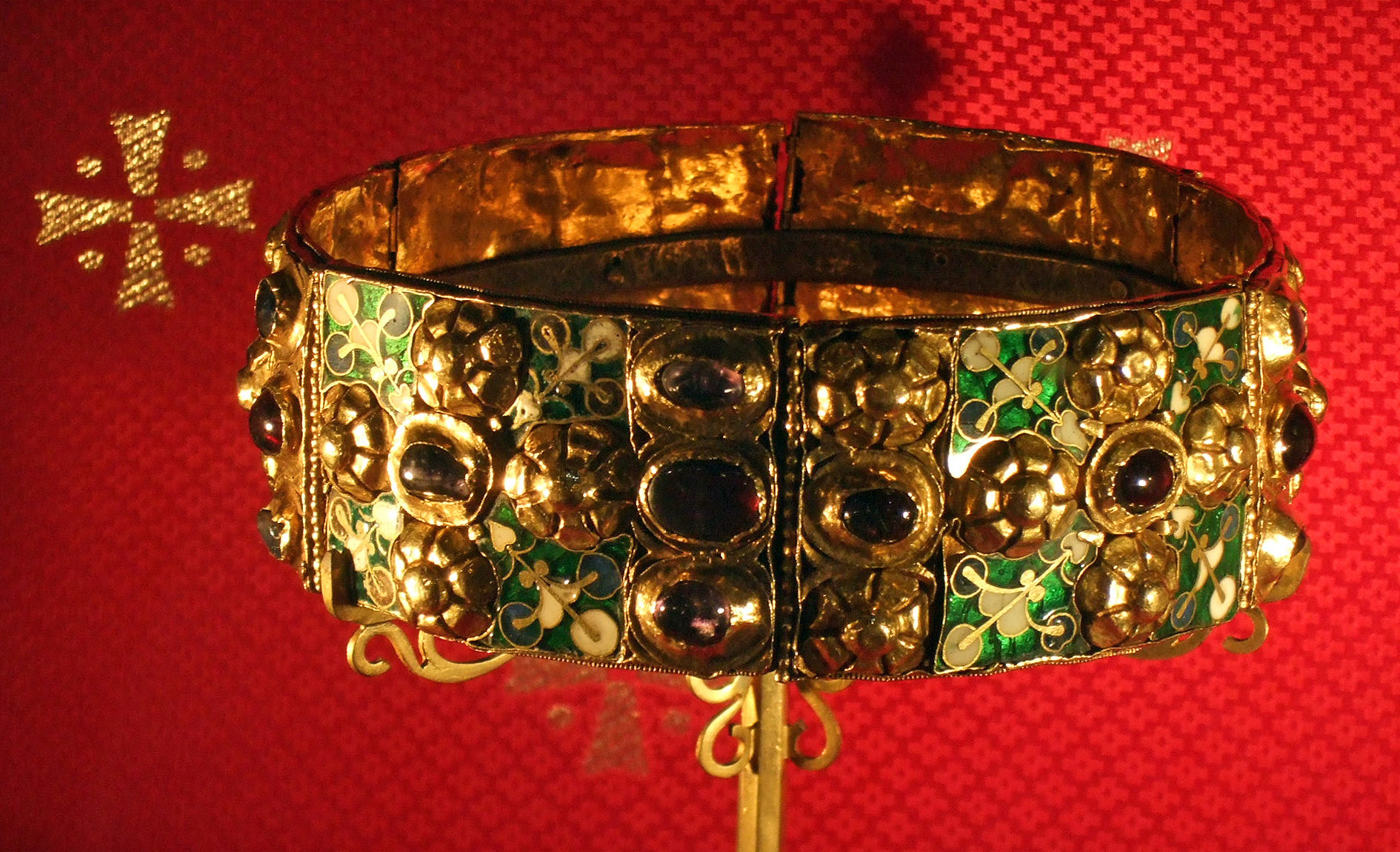
수 세기간 이탈리아 군주의 상징이었던 롬바르디아 철관

오토 3세 황제가 1002년에 사망했을 당시, 베렌가리오의 후임자 중 한 명인 이브레아의 아르두인 변경백은 이탈리아 왕관을 차지하는 데 성공하고 카르텐 공작 오토 1세가 이끄는 신성 로마 제국군을 격퇴시키기까지 하였다. 1004년이나 되어서야 베르첼리의 레오 주교의 도움을 받아 독일의 왕 하인리히 2세는 이탈리아로 건너와 이탈리아 왕위에 오를 수 있었다. 아르두인은 1861년에 비토리오 에마누엘레 2세가 왕위에 오르기 전 마지막 이탈리아 출신 '이탈리아의 왕'이라 여겨진다.
하인리히의 잘리아 왕가 후계자인 콘라트 2세는 밀라노 대주교 아리베르토와 그 외 이탈리아 귀족들 (seniores)에 대한 지배권을 확립하려 하였다. 1037년에 밀라노를 포위함과 동시에, 그는 세습권을 공인해준 영지를 소유하고 있던 소상류계층들인 바스바소레스(vasvassores)들의 지원을 끌어내기 위해 '봉토 세습령'을 반포하였다. 이를 통해, 콘라트는 안정적인 통치를 이뤄낼 수 있었으나, 이탈리아 내 황제 우위권은 논쟁 상태로 남게 되었다.

### 이탈리아 남부
마케도니아 왕조 시기, 비잔티움 제국은 국력 회복이 이뤄졌으며 이때의 영향이 이탈리아 남부에서 발생하였다. 9세기 후반 동안에 비잔티움의 직접 통치에 놓인 영토가 극적으로 늘어났다 (9세기 전반기만 하더라도 이탈리아반도의 발굽 부분에 한정되어 있었다). 카테파노령 이탈리아 (카테파노라는 비잔티움의 고위 관직이 다스리는 구역)가 새롭게 획득된 지역을 관리하기 위해 설치되었다. 그 외 이탈리아 남부의 나머지는 랑고바르드 왕들과 이탈리아 도시들이 차지하고 있었다. 이탈리아 남부에 있던 대공국 두 개는 사실상의 독립을 이루고 있었으나 비잔티움에게 명목상의 충성을 표했다.
이탈리아 남부의 발전과 변화는 수많은 이유들로 침체되었다. 878년에 아랍인들은 중요 도시인 시라쿠사를 점령하였고, 965년쯤에는 시칠리아 전체가 아랍의 지배에 놓이게 되었다. 살레르노에서는 랑고바르드족의 법률의 잔재가 문제를 야기하였다. 도시 사람들은 비잔티움의 세금에 대해 분노하여, 980년대 초 풀리아에서 반란으로 이어졌다. 990년에 일어난 재앙적인 지진들은 베네벤토와 카푸아 두 도시에 직접적인 영향을 미치기도 하였다.

### 중세 성기 (11-13세기)

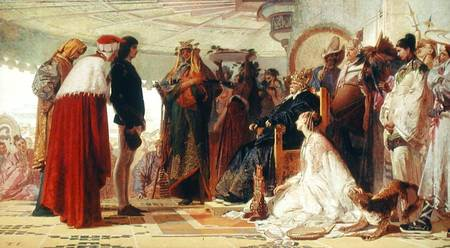
쿠빌라이 칸 궁정에서의 마르코 폴로 (1863년 트란퀼로 크레모나 작).

12-13세기 사이, 이탈리아는 알프스 이북의 중세 유럽과는 매우 다른, 고유의 정치적 모습을 발전시켰다. 유럽의 다른 지역들에서 그랬던 것처럼 주도적인 세력이 나타났지 않았기에, 과두정을 띠는 도시 국가가 만연한 정치 체제가 되었다. 직접적인 교회의 지배와 가까운 곳에 있던 신성 로마 제국의 세력 하에 있던, 여러 도시 국가들은 르네상스를 통해 미적 그리고 지적 변화들을 위한 상황을 궁극적으로 만들어낸 지초기 자본주의적 기조를 근거로 한 상업을 통해 번영하였다.
이탈리아 도시들은 이들의 사회가 상인들과 상업을 기반으로 하였기에 봉건주의에서 벗어난 것처럼 보였다. 심지어 이탈리아 북부의 도시들과 국가들은 또한 상인 공화국으로 유명하였으며, 특히나 베네치아 공화국이 그랬다. 봉건 군주제 국가들과 절대 군주제 국가들과 비교했을 때, 이탈리아의 독립적인 코무네와 상인 공화국들은 과학적 그리고 예술적 발달을 촉진시킨 상대적인 정치적 자유를 누렸다.
동방과 서방 사이에 있던 유리한 위치 덕에, 베네치아 같은 이탈리아 도시들은 국제 교역과 금융업의 허브이자 지식의 교차로가 되었다. 밀라노, 피렌체, 베네치아를 비롯해 일부 다른 이탈리아 도시국가들은 금융 발전에 중대한 혁신적 역할을 했고, 금융업의 주요 수단 및 방식을 고안해내고 새로운 형태의 사회적 그리고 경제적 조직의 만들어냈다.
동일한 시기에, 이탈리아에서는 베네치아, 제노바, 피사, 아말피, 라구사, 안코나, 가에타, 그리고 소국인 놀리 등 해양 공화국들이 번영하였다.  11세기에서 13세기까지 이 도시 국가들은 지중해를 가로질러 있는 방대한 무역망믈 보호하고 지원하기 위해 함대를 구축했고, 십자군 전쟁 때 핵심적인 역할을 하였다. 해양 공화국들, 거기서도 특히나 베네치아와 제노바 등은 곧 동방 무역에 있어 유럽의 관문이 되었고, 저멀리 흑해까지 식민지를 건설하였으며, 비잔티움 제국과 이슬람권 지중해 세계 등과의 무역 대부분을 흔히 통제하였다.

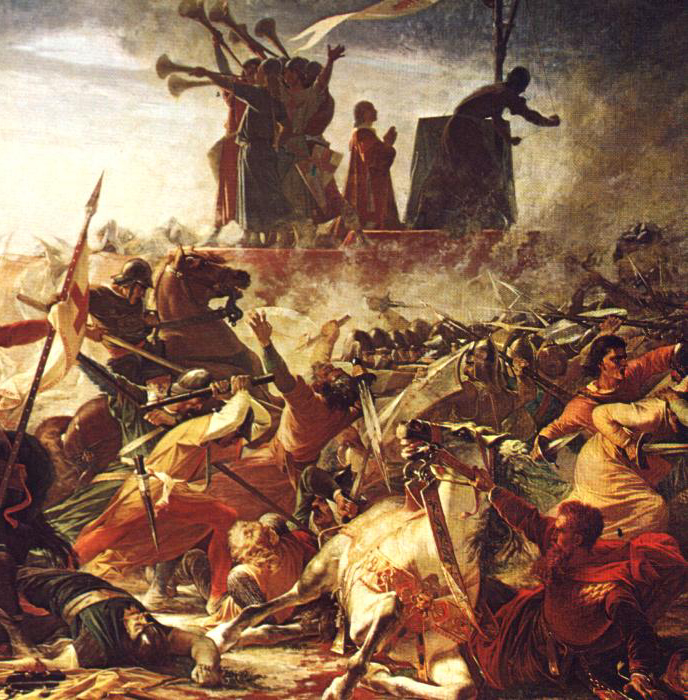
레냐노 전투 기간 카로초 수호 (아모스 카솔리, 1860년작).

교황령은 자신들의 권위를 회복하고, 교회 및 세속적 문제에 대해 신성 로마 제국과 장기간의 분쟁에 돌입하였다. 첫 번째 사례는 서임권 투쟁이었다. 12세기에 신성 로마 제국에 있던 이탈리아 도시 국가들은 제국으로부터 자치권을 얻어내려는 시도를 성공해냈다. 이탈리아 북부에서, 롬바르디아 동맹의 코무네들은 1176년 레냐노 전투에서 프리드리히 바르바로사 황제를 무찌르며 자치를 확보해냈다. 이는 이탈리아 북부를 19세기까지 반독립 혹은 독립 상태의 도시 국가들의 땅으로 남게 했다 (이탈리아 도시 국가 및 모든 도시들의 역사 참조). 이탈리아 도시들의 이 반란은 이탈리아에서 게르만족들이 축출되기를 바라던 비잔티움 제국으로부터 자금 지원을 받았다. 이 후원은 이탈리아 남부에서 비잔티움의 공격과 마찬가지로, 한때 유스티니아누스 1세 치세에 이탈리아에 가졌던 영향력을 회복하려던 12세세기 비잔티움의 노력 중 일부였다.
11세기에, 노르만인들은 이탈리아 남부에 있던 랑고바르드와 비잔티움의 영토를 차지하며, 6세기간 이어진 이탈리아 내 두 세력의 존재를 끝내버렸다. 독립 도시 국가들 역시도 복속되었다. 같은 세기에, 노르만인들은 또한 시칠리아에 있던 무슬림 정권도 멸망시켜버렸다. 한때 비잔티움의 영토였던 곳에 터를 잡은 노르만인들의 통치는 자연스럽게 콘스탄티노플을 분노케 하여, 1155년에 마누일 1세 콤니노스 황제 시기를 마지막으로 이탈리아 남부에 영향을 다시 확립하려는 시도가 이루어졌다. 하지만 이 시도는 실패로 끝나고 말았고, 1158년에 비잔티움은 이탈리아에서 철수했다.
단 한번의 결정적 전투 이후 수 년 만에 이뤄진 노르만의 잉글랜드 정복 (1066년)과는 달리, 이탈리아 남부 정복은 수 많은 전투와 수십 년간의 산물이었다. 많은 영토들이 각각이 정복되었고, 시간이 흘러서야 단일 국가로 겨우 통일되었다. 잉글랜드의 정복과 비교하면, 계획적이지 않고 조직적이지 못했으나, 그 결과는 영속적이었다.
신성 로마 황제 하인리히 6세와 시칠리아 왕위 계승자인 콘스탄차 간의 혼인 덕에, 시칠리아 왕국은 1194년부터 1254년까지 신성 로마 제국과 동군 연합 상태였다. 시칠리아 왕국은 19세기까지 여러 왕조들 치하로 계속해서 있었다.

## 중세 후기와 르네상스 (14세기에서 1559년)

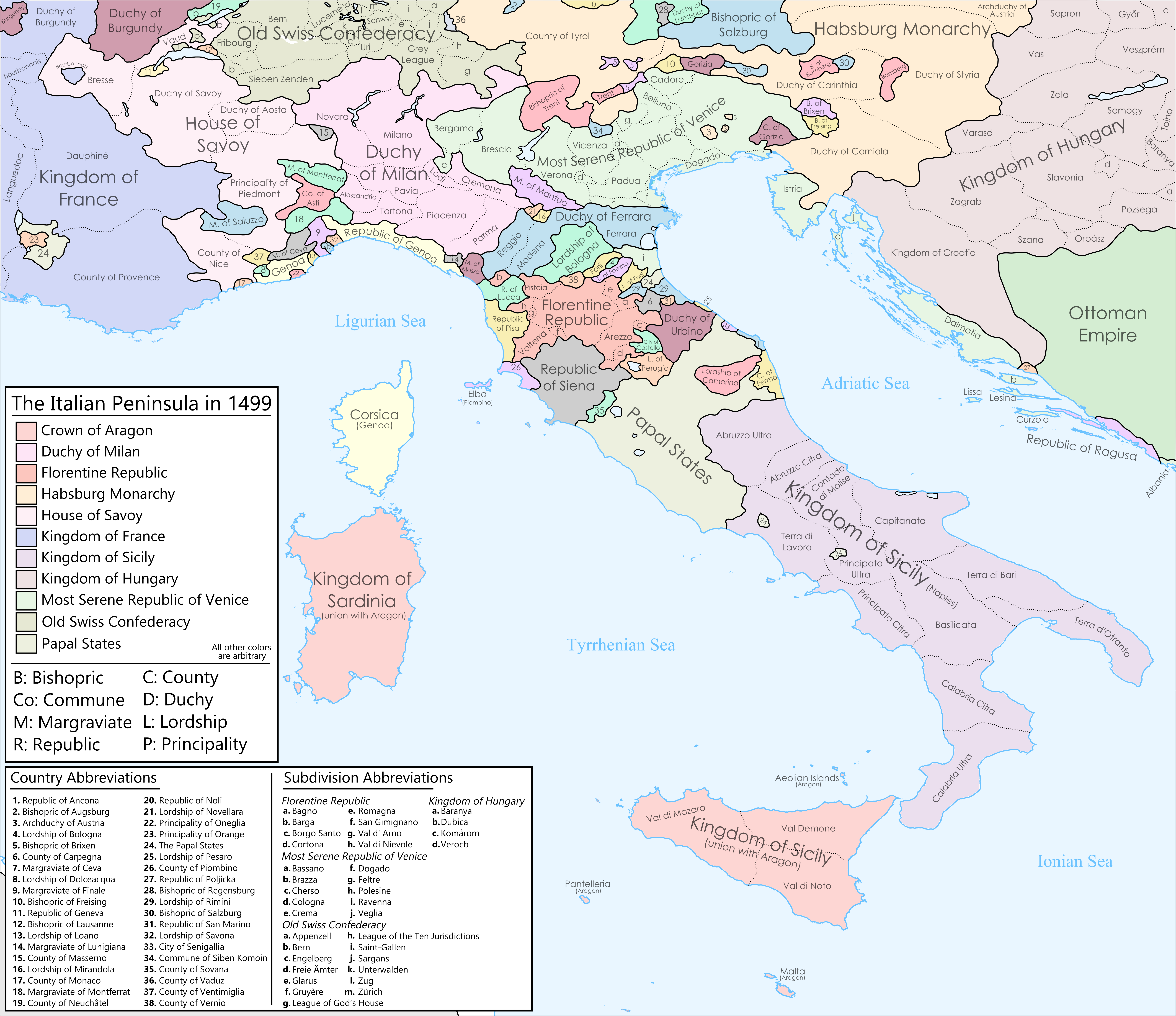
1499년 당시 이탈리아 도시 국가들.

14세기, 이탈리아 북부와 중북부는 전쟁 중인 수 많은 도시 국가들로 나뉘어 있었으며, 그 중에서도 가장 강력한 세력들로는 밀라노, 피렌체, 피사, 시에나, 제노바, 만토바, 베로나, 베네치아 등이 있었다. 중세 성기 이탈리아 북부는 교황령과 신성 로마 제국 세력 간 우위권을 두고 장기간의 싸움으로 더욱 분열되어 있었다. 각 도시들은 한 세력 혹은 그 외의 세력과 편을 맺었고, 심지어는 내부적으로도 구엘프와 기벨린이라고 하는 두 세력으로 찢어져 있었다. 사보이아 백국은 중세 후기에 이탈리아반도로 영토를 확장시켜냈고, 동시에 수 세기간 유럽의 비단, 양모, 금융업, 보석 세공이 중심지가 된 피렌체는 극도로 정교한 상업 및 금융 도시 국가로서 발전을 이루었다.
이탈리아 도시 국가들 간의 전쟁이 일반적인 것이었고, 이탈리아 외부의 침입은 신성 로마 황제들의 간헐적인 공격으로 한정되었다. 르네상스 정책들은 이러한 배경에서 생겨난 것이었다. 13세기 이래로, 군대가 주로 용병들로 이뤄지게 되면서, 번영한 도시 국가들은 적은 인구에도 불구하고 상당한 규모의 병력을 동원할 수 있었다. 15세기 기간, 강력했던 도시 국가들이 이웃한 소국가들을 합병을 하였다. 피렌체는 1406년에 피사를 차지하였고, 베네치아는 파도바와 베로나를 장악했으며, 반면 밀라노 공국은 파비아와 파르마를 포함해 수 많은 인접 지역들을 합병하였다. 밀라노 공국은 15세기에 직접 유럽 강대국들의 정치 중심에 뛰어들며, 장기간 이어진 이탈리아 전쟁으로 이끌었고, 이 전쟁은 이탈리아의 근세사로 넘어가기 직전 16세기까지 이어졌다. 14세기에, 이탈리아는 남부에서는 나폴리 왕국과 시칠리아 왕국, 중부에서는 교황령, 북부에서는 해양 공화국들로 분열되어 있었다.
흑사병은 유럽 대륙의 인구 목숨의 절반 가까이를 휩쓸으며, 1340년대-50년대 기간 유럽을 황폐화시켰다. 특히나 이 피해가 심각했던 것은 피해자들의 대부분이 주요 생산 연령에 속했던 성인기 초의 사람들이었다는 점이었는데, 이는 많은 유소년층과 노인 인구 사이에 소수의 생산 인구로 이뤄진 모래시계형 인구 구조를 형성하게 했다. 중세 유럽이 45세 이하가 인구 대부분을 차지하는 피라미드형 인구 구조였다라고 하는 널리 퍼진 믿음은 잘못된 것이고 실상은 지역마다 많이 달랐다. 프랑스는 전통적으로 출산율이 높았던 곳이었으나, 이탈리아의 출산율은 특히나 흑사병이 강타하고 난 뒤로는 더 낮아졌고, 피렌체, 베로나, 아레초 등의 여러 도시들은 인구의 15%가 60세를 훨씬 넘겼었다.
유럽의 기대 수명이 이 시대에 대단한 차이로 늘어나지 않았기에, 일부 지역에서 고령화 인구 구조는 거의 전적으로 페스트의 영향 때문이라고 할 수 있다. 또한 부유한 가정은 가난한 가정보다 많은 수의 아이들을 두었다. 예시로, 15세기 초에, 피렌체 인구 중 하류층의 평균 연령은 25세였던 반면 상류층은 겨우 17세에 불과했다. 전원 지역은 흑사병과 더불어 살아남은 젊은이들이 도시로 대량으로 이주하며 인구가 급속하게 줄어들었다.
이탈리아 르네상스가 피렌체와 시에나 등의 도시들을 중심으로 한 14세기 토스카나에서 발흥했다. 시간이 흘러 이탈리아 르네상스는 베네치아에 커다란 영향을 미쳤는데, 이는 고대 그리스 문화의 잔해와 같이 전해져 인본주의 학자들에게 새로운 문헌을 제공해주었다. 이후에 르네상스는 로마에서도 중대한 영향을 주었는데, 이에 따라 로마는 새로운 '알란티코' 양식으로 이뤄진 일부 건축물들로 장식되었고, 그 다음에는 16세기 인본주의자 교황들을 통해 크게 재건되었다.
1320년에 시작된, 피렌체 양모 산업의 대변동은 모직물이 수출에 있어 이탈리아 최대 중요 산업이 이뤄지도록 하였다. 14세기 후반에 피렌체는 심지어 저지대의 플랑드르, 브라반트 지역과 경쟁을 벌였고 지중해 시장에서 우위를 점하였다.
이탈리아 르네상스는 외국 세력의 침입이 이 지역을 이탈리아 전쟁의 혼란으로 이끌고 간 16세기 중반에 절정에 다다랐다. 하지만, 르네상스의 이념과 이상들은 계속 이어졌고 유럽의 나머지로 퍼져나가며, 북유럽 르네상스와 잉글랜드 르네상스 등을 불러일으켰다.

## 같이 보기
- 주디카티
- 중세 코르시카
- 이탈리아 도시 국가
- 해양 공화국

## 추가 참고 문헌
- Cristina La Rocca (Ed.): Italy in the Early Middle Ages: 476-1000 (Short Oxford History of Italy), Oxford 2002.
- Ruggiero, Guido. The Renaissance in Italy: A Social and Cultural History of the Rinascimento (Cambridge University Press, 2015). 648 pp. online review